# Cá bố mẹ

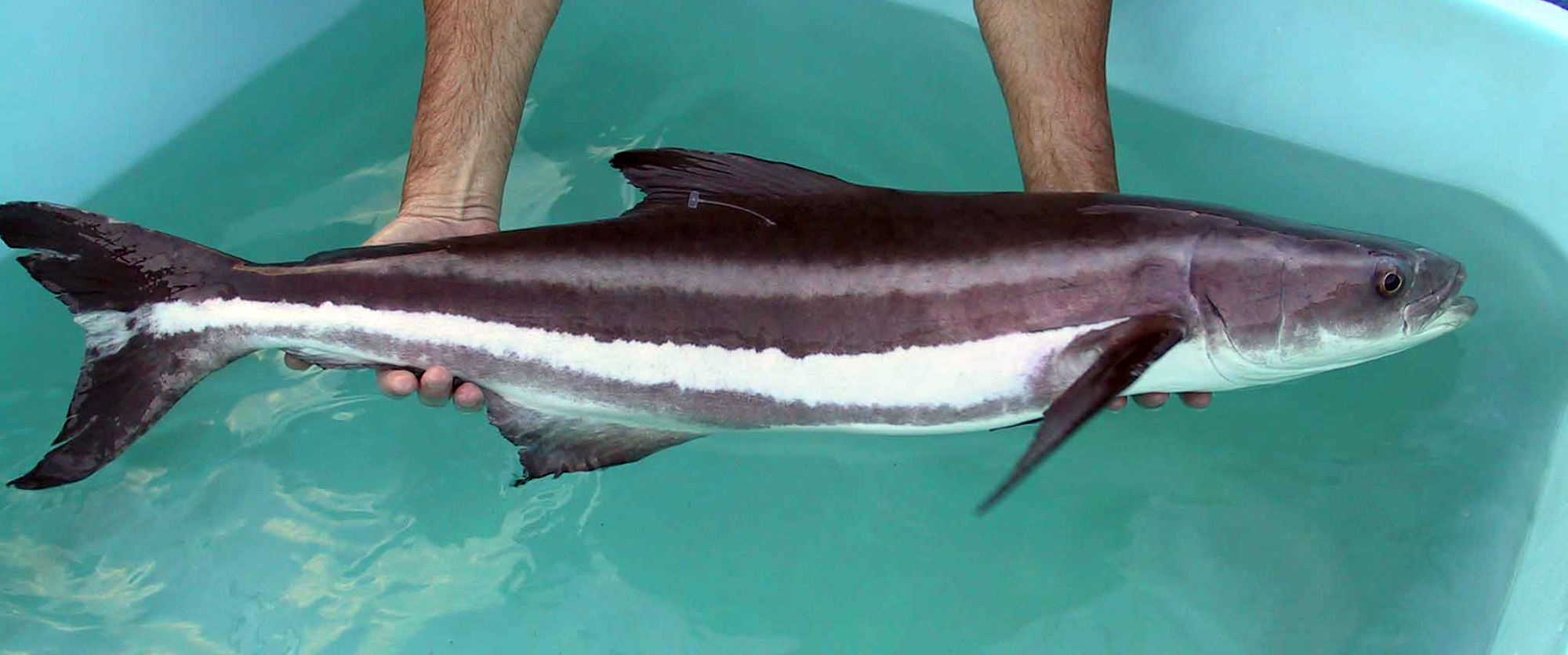
Một con cá bóp mẹ

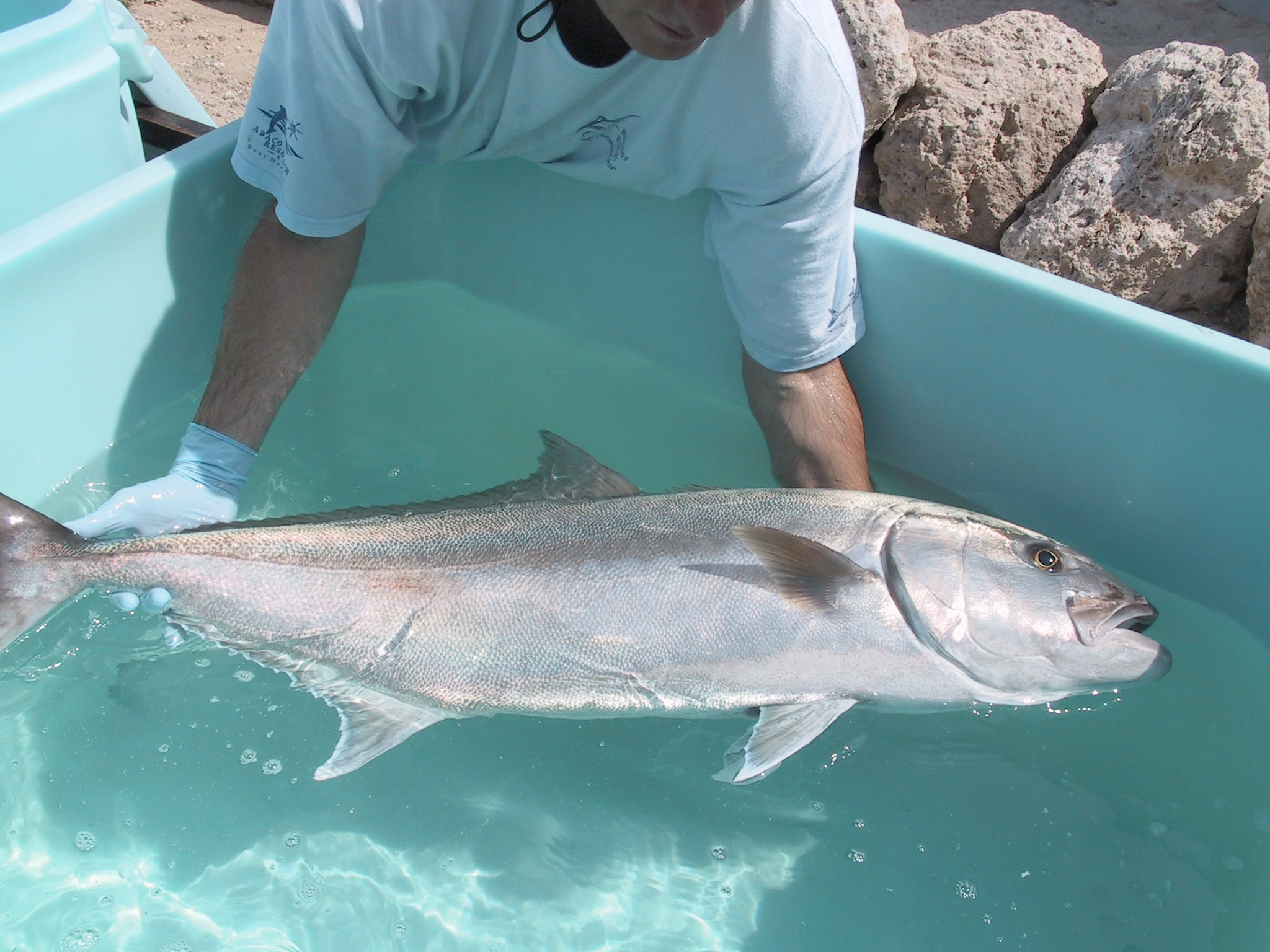
Một con cá cam bố

Cá bố mẹ hay cá giống (Broodstock) là thuật ngữ về những con cá trưởng thành được sử dụng trong nuôi trồng thủy sản cho mục đích sinh sản, nhân giống. Cá bố mẹ có thể là một số lượng loài động vật duy trì trong điều kiện nuôi nhốt như một nguồn thay thế hoặc nâng cao cho con giống và cá con số. Chúng thường được giữ trong ao hoặc bể trong đó đảm bảo điều kiện môi trường như thời gian chiếu sáng, nhiệt độ và độ pH được kiểm soát. Cá bố mẹ cũng có thể được bắt nguồn từ các quần thể hoang dã, nơi chúng được thu hoạch và nuôi trong các bể trưởng thành trước khi giống của chúng được thu thập cho nuôi thương phẩm với quy mô thị trường.

## Nuôi vỗ
Muốn có con giống chất lượng thì phải chăm sóc cá bố mẹ thật tốt ngay từ giai đoạn nuôi vỗ. Tùy thuộc từng loài cá, đặc tính của cá mà có thời gian nuôi vỗ, chế độ nuôi vỗ... khác nhau. Tuy nhiên, có một yêu cầu chung nhất khi nuôi vỗ sinh sản các loài cá là chế độ dinh dưỡng thông qua việc cho ăn. Để cá bố mẹ thành thục tốt, thức ăn cung cấp hằng ngày trong quá trình nuôi vỗ không chỉ đủ về lượng mà phải đủ cả về chất.
Sự phát triển và thành thục sinh dục ở cá bố mẹ đòi hỏi hàm lượng dinh dưỡng rất cao: đủ chất đạm (protein), chất béo, vitamin, khoáng chất... Bên cạnh việc cho cá bố mẹ ăn đủ dinh dưỡng, trong quá trình nuôi vỗ phải chú ý sức khỏe và phòng bệnh cho cá. Theo dõi quản lý các yếu tố môi trường nuôi vỗ, những dấu hiệu bất thường, dấu hiệu dịch bệnh để xử lý và điều trị kịp thời.

## Một số loài
Với một số loài cá biển: Thức ăn tốt nhất là cá tạp, mực... tươi, sống. Bổ sung vitamin, khoáng chất hoặc thuốc phòng trị bệnh định kỳ vào cá mồi, sau đó cho cá ăn.
Cần vớt bỏ thức ăn thừa trong bể nuôi vỗ hoặc ao, bè, để tránh làm ô nhiễm nước, ảnh hưởng đến sức khỏe cá bố mẹ. Khẩu phần cho ăn bằng 3 - 5% trọng lượng thân. Có thể cho ăn ngày 1 - 2 bữa, vào buổi sáng hoặc chiều mát.
Những loài cá nước ngọt, cá truyền thống: Đối với những loại cá này, nguồn thức ăn khá phong phú (như rau, cỏ, cám, thức ăn tự chế biến...). Tuy nhiên, cần phải phối trộn nhiều loại nguyên liệu để đảm bảo dinh dưỡng cho cá bố mẹ. Các nguyên liệu có thể bổ sung như: bột cá, bột đậu tương, cám gạo, rau xanh... Ngoài những thành phần, loại thức ăn cơ bản, cần bổ sung những loại thức ăn ưa thích, có giá trị dinh dưỡng cao cho cá. Trong nuôi vỗ cá chép bố mẹ, ngoài thức ăn hỗn hợp có hàm lượng protein 25% trở lên, cần bổ sung thóc mầm cho cá ăn. Đây là loại thức ăn cá chép ưa thích, có nhiều dinh dưỡng tốt cho sự thành thục và phát dục của cá.
Riêng với cá trắm cỏ, trong giai đoạn nuôi vỗ thoái hóa phải cho cá nhịn ăn; đến giai đoạn nuôi vỗ tích lũy (tích cực) cho ăn cám gạo, bột ngô, đậu tương và bột cá, đồng thời bổ sung thêm các loại rau, cỏ... Khi chuyển sang giai đoạn nuôi vỗ chuyển hóa (thành thục) thì không cho cá ăn tinh bột mà chỉ cho ăn rau xanh, cỏ và thóc mầm. Đồng thời tăng cường thời gian bơm nước vào ao nuôi.
Đối với cá tra bố mẹ thì khi nuôi vỗ cá bố mẹ thì hàm lượng protein phải đảm bảo từ 30% trở lên thì cá mới thành thục tốt. Nguyên liệu chế biến thức ăn có thể là cá tạp tươi, bột cám cám gạo, rau xanh... Từ những nguyên liệu này phối trộn theo tỷ lệ: cá tạp 60% + cám gạo 9% + rau xanh 30% + vitamin, premix khoáng 1% là có thể tạo ra thức ăn đủ dinh dưỡng cho cá bố mẹ. Khẩu phần cho ăn bằng 4 - 5% trọng lượng thân. Cho ăn 1 - 2 lần/ngày.